# Apache Creek
Apache Creek è un census-designated place (CDP) degli Stati Uniti d'America della contea di Catron nello Stato del Nuovo Messico. La popolazione era di 67 abitanti al censimento del 2010. Situato 3 miglia (5 km) a nord-est di Cruzville, si trova alla confluenza dell'Apache Creek e del fiume Tularosa. L'Apache Creek Pueblo, chiamato anche "Apache Creek Ruin", è vicino alla cittadina. È stato inserito nel New Mexico Historic Preservation Commission nel 1969.

## Geografia fisica
Secondo lo United States Census Bureau, il CDP ha una superficie totale di 21,28 km², dei quali 21,24 km² di territorio e 0,04 km² di acque interne (0,19% del totale).

## Storia
I capi degli Apache, tra cui Mangas Coloradas, Victorio, Geronimo, Chato e Cochise, portarono avanti la guerriglia contro i coloni degli Stati Uniti in quest'area. Anche il famigerato massacro di Alma di Cochise avvenne in quest'area. Originariamente gli Apache erano amichevoli con gli esploratori e i coloni, ma quando la loro terra e le loro acque furono prese con la forza dai pionieri, risposero a questi. La guerriglia finì dopo la resa di Geronimo nel 1886.
Dal 1928 al 1958, Apache Creek possedeva un proprio ufficio postale, e da allora la posta veniva spedita ad Aragon.

### Presente
Apache Creek possiede un cimitero che risale al 1900 fino agli anni 1960.

### Apache Creek Pueblo
L'Apache Creek Pueblo si trova a nord della cittadina di Apache Creek. È stato inserito nel New Mexico Historic Preservation Commission nel 1969 come "Apache Creek Ruin". Il sito è stato identificato come un pueblo dell'Altopiano di Mogollon con case a fossa occupate tra il 1150-1300 d.C. Il pueblo possedeva tra 25 e 50 camere con costruzione in muratura in tutto.

## Società

### Evoluzione demografica
Secondo il censimento del 2010, la popolazione era di 67 abitanti.

### Etnie e minoranze straniere
Secondo il censimento del 2010, la composizione etnica del CDP era formata dal 95,52% di bianchi, lo 0% di afroamericani, lo 0% di nativi americani, lo 0% di asiatici, lo 0% di oceanici, il 4,48% di altre razze, e lo 0% di due o più etnie. Ispanici o latinos di qualunque razza erano il 13,43% della popolazione.